# Marie Josefa z Ditrichštejna-Mikulova
Marie Josefa z Ditrichštejna na Mikulově (německy jako Maria Josepha von Dietrichstein zu Nikolsburg, 2. listopadu 1736, Vídeň – 21. prosince 1799 tamtéž) byla česká šlechtična, náležela k přednímu šlechtickému rodu Ditrichštejnů a sňatkem se stala hraběnkou z Harrachu.

## Život
Narodila se ve Vídni jako Marie Josefa Anna Barbora z Ditrichštejna na Mikulově, dcera knížete Karla Maxmiliána Ditrichštejna z Pruskova (1702–1784) a jeho manželky, hraběnky Marie Anny z Khevenhülleru (1705–1764). 
Měla devět sourozenců, z nichž se dospělosti dožili tři starší bratři – Karel Jan (1728–1808), Bedřich Antonín (1729–1749) a František Tomáš (1731–1813). Nejstarší bratr kníže Karel Jan z Ditrichštejna-Pruskova-Leslie působil ve službách císaře Josefa II.

### Manželství a rodina
Dne 20. května 1754 se Marie Josefa ve Vídni provdala za o třináct let staršího hraběte Arnošta Quida z Harrachu (1723–1783), nejstaršího syna hraběte Bedřicha Augusta Harracha z Rohrau a Thannhausenu. Z jejich manželství, které po 28 letech ukončilo Arnoštovo úmrtí, se narodilo devět dětí:
- Marie Josefa (24. dubna 1755 – 9. února 1783), manž. 1776 František Josef Wilczek (21. srpna 1748 – 27. září 1834)
- Jan Nepomuk Arnošt (17. května 1756, Vídeň – 11. dubna 1829 tamtéž), manž. 1781 Marie Josefa z Lichtenštejna (4. prosince 1763, Vídeň – 23. září 1833, tamtéž), dcera Karla Josefa z Lichtenštejna
- Arnošt Kryštof Josef (29. května 1757, Vídeň – 14. prosince 1838 tamtéž), manž. 1794 Marie Tereza Kristýna z Ditrichštejna-Pruskova (24. července 1771, Vídeň – 21. ledna 1852 tamtéž)
- Marie Anna (1758–1763)
- Karel Boromejský (1761–1829), komtur Řádu německých rytířů
- Ferdinand Josef (17. března 1763, Vídeň – 4. prosince 1841, Drážďany)
  1. ∞ 1795 Jana Kristýna Rajská z Dubnice (14. května 1767, Struppen – 8. června 1830, Drážďany)
  2. ∞ 1833 Marie Anna Sauermanová (15. prosince 1800 – 23. srpna 1879)
- Marie Terezie (1764–1831)
- Eva Marie (*/† 1765)
- Marie Antonie (*/† 1775)

Marie Josefa Anna z Harrachu zemřela ve Vídni dne 21. prosince 1799.